# École du Louvre
A École du Louvre é uma instituição de ensino superior localizada na Aile de Flore do Palácio do Louvre, em Paris, França. Dedica-se ao estudo da arqueologia, história da arte, antropologia e epigrafia.
A admissão é baseada em um exame de admissão competitivo após o ensino médio, embora os candidatos também possam se inscrever após dois ou três anos de estudos universitários nas disciplinas de história, clássicos, literatura, geografia, filosofia e arte. A escola oferece um programa de graduação, um programa de mestrado e um programa de doutorado, bem como uma aula preparatória para o vestibular.